# Relations entre l'Azerbaïdjan et le Burkina Faso
Les relations entre l'Azerbaïdjan et le Burkina Faso sont les relations extérieures entre la république d'Azerbaïdjan et le Burkina Faso.

## Histoire
Les relations diplomatiques entre l'Azerbaïdjan et le Burkina Faso ont été établies en 2004.